# Palazzo Doria Pamphilj

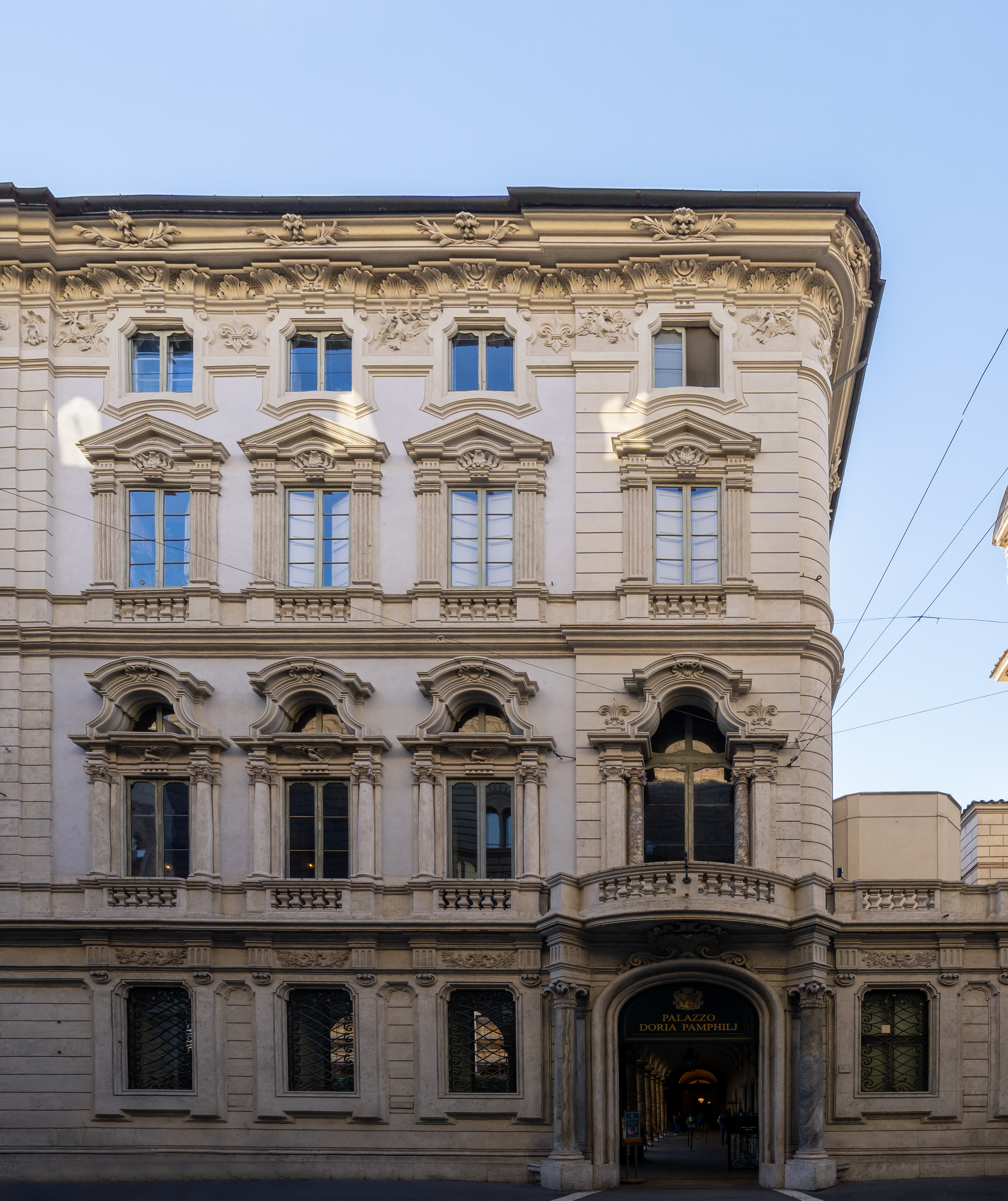
Palazzo Doria Pamphilj

Palazzo Doria Pamphilj ou Palazzo Doria, antigamente conhecido como Palazzo Aldobrandini,  é um palácio localizado num grande quarteirão delimitado pela Via del Corso, a Via Lata, a Piazza del Collegio Romano, a Via della Gatta e a Via del Plebiscito, no rione Pigna de Roma. No mesmo quarteirão está a igreja de Santa Maria in Via Lata e o minúsculo Vicolo Doria o separa do Palazzo Bonaparte. Abriga a mundialmente famosa Galeria Doria Pamphilj.
Originalmente, propriedade da família Della Rovere, tornou-se da família Aldobrandini e, no século XVII passou para a família Doria Landi Pamphili, que o expandiu até fazer dele o mais importante palácio habitado da cidade, superado em grandeza, na capital italiana, somente pelos palácios que hospedam instituições públicas ou embaixadas. Maior que alguns palácios reais europeus, continua a ser residência da família nobre do mesmo nome e hospeda uma prestigiada colecção de pinturas e objectos de arte visitáveis pelo público. 

## História

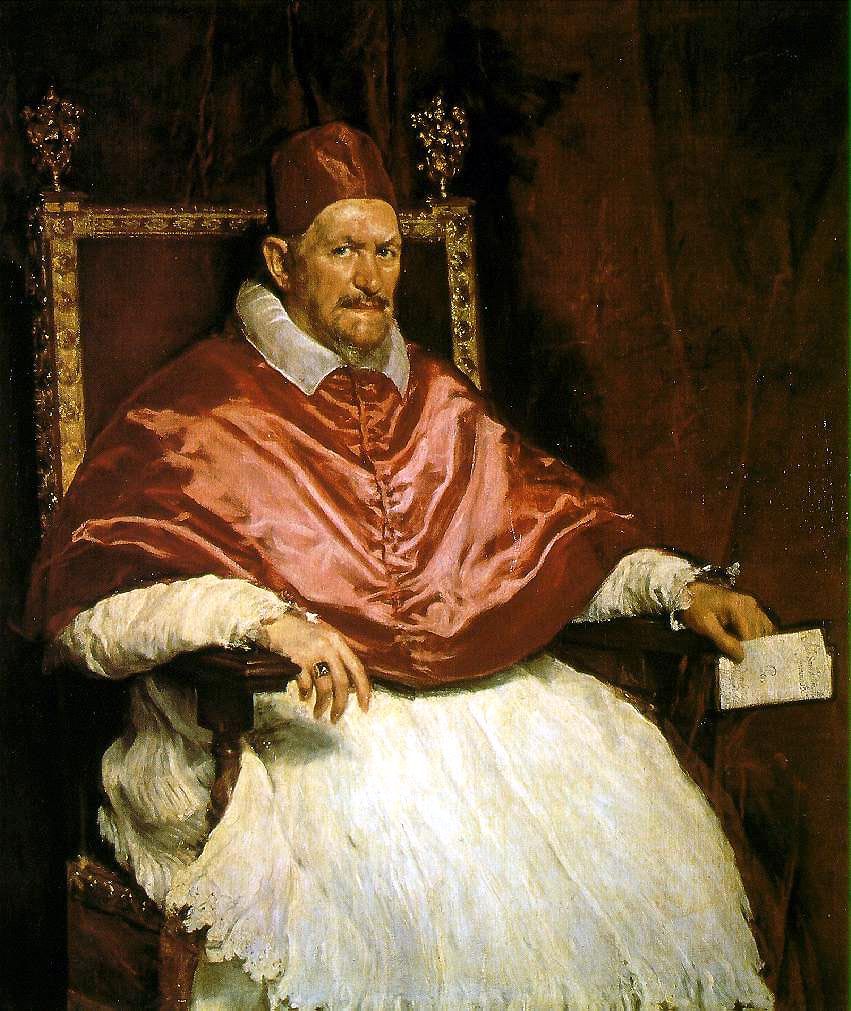
Retrato de Inocêncio X, de Velázquez, a principal jóia artística do palácio.

A saga dos Doria-Pamphili é o resultado de múltiplas alianças entre famílias aristocráticas de todas as partes de Itália. Entre os seus membros mais ilustres encontram-se o Almirante Andrea Doria e o Papa Inocêncio X, popular em Espanha pelo seu retrato feito por Velázquez em 1649 e conservado no palácio, do qual representa a mais notável obra de arte.
O filho de Olimpia Maidalchini, Camillo Pamphilj, desafiando a poderosa mãe, renunciou à dignidade de cardeal, conferida pelo seu tio, o papa, para casar com a viúva Olimpia Borghese. Nascida Aldobrandini, foi ela que levou o palácio como dote, então conhecido como Palazzo Aldobrandini, para a família Pamphilij. Depois dum período de exílio no campo para evitar o confronto com o papa e com Olimpia Maidalchini, o casal de esposos instalou residência permanente no Palazzo Aldobrandini que, a partir de 1654, Camillo começou a expandir em vasta escala; foram compradas e demolidas as casas vizinhas e um convento, enquanto o palácio se desenvolvia, apesar da oposição local dos jesuítas do vizinho Collegio Romano. 
O arquitecto encarregado deste projecto foi Antonio Del Grande. A fachada voltada para a Via del Corso, no entanto, é de Gabriele Valvassori, que a realizou entre 1730 e 1735.
Depois da morte de Camillo Pamphilj, ocorrida em 1666, a construção foi continuada sob a supervisão dos seus dois filhos, Giovanni Battista (o seu herdeiro) e o Cardeal Benedetto. A este último, em particular, conhecido pelo seu mecenato, deve-se a colecção de pintura flamenga e a construção da capela, realizada segundo projecto de Carlo Fontana.
Uma das filhas de Camillo e Olimpia, Anna Pamphlij, casou com o aristocrata genovês Giovanni Andrea III Doria Landi, em 1671, e foram os seus descendentes que herdaram o palácio quando o ramo romano da família Pamphlilj se extinguiu, em 1760. Em 1763, o Príncipe Andrea IV combinou os seus sobrenomes no actual Doria-Pamphilij-Landi. Em 1767, os tectos das salas de representação foram afrescadas em estilo barroco, aspecto que ainda mantêm actualmente.
Dona Orietta e Dom Frank fizeram muito para restaurar a colecção e o palácio e, depois do seu desaparecimento, no ano 2000, a guarda da colecção foi assumida pelos seus filhos adoptivos, ingleses de nascimento, Dom Jonathan e Dona Gesine Pogson Doria Pamphilj, que residem no palácio.
Este palácio não deve ser confundido com o Palazzo Pamphilj, que se encontra igualmente em Roma, nem com a Villa Doria Pamphilj, situada no Janículo.

## Salas do palácio

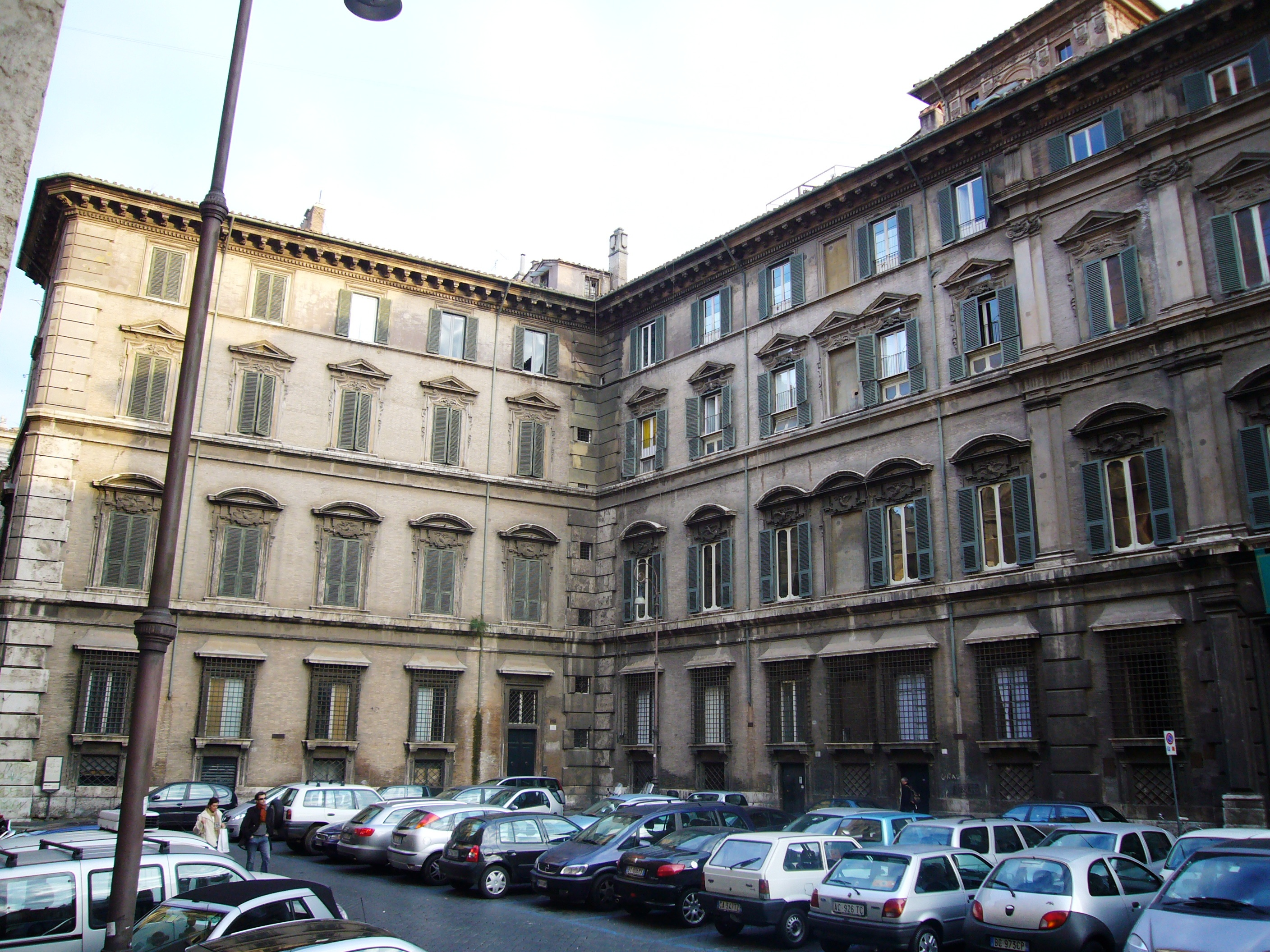
Fachada do palácio orientada para a Piazza del Collegio Romano, com o acesso às salas visitáveis.

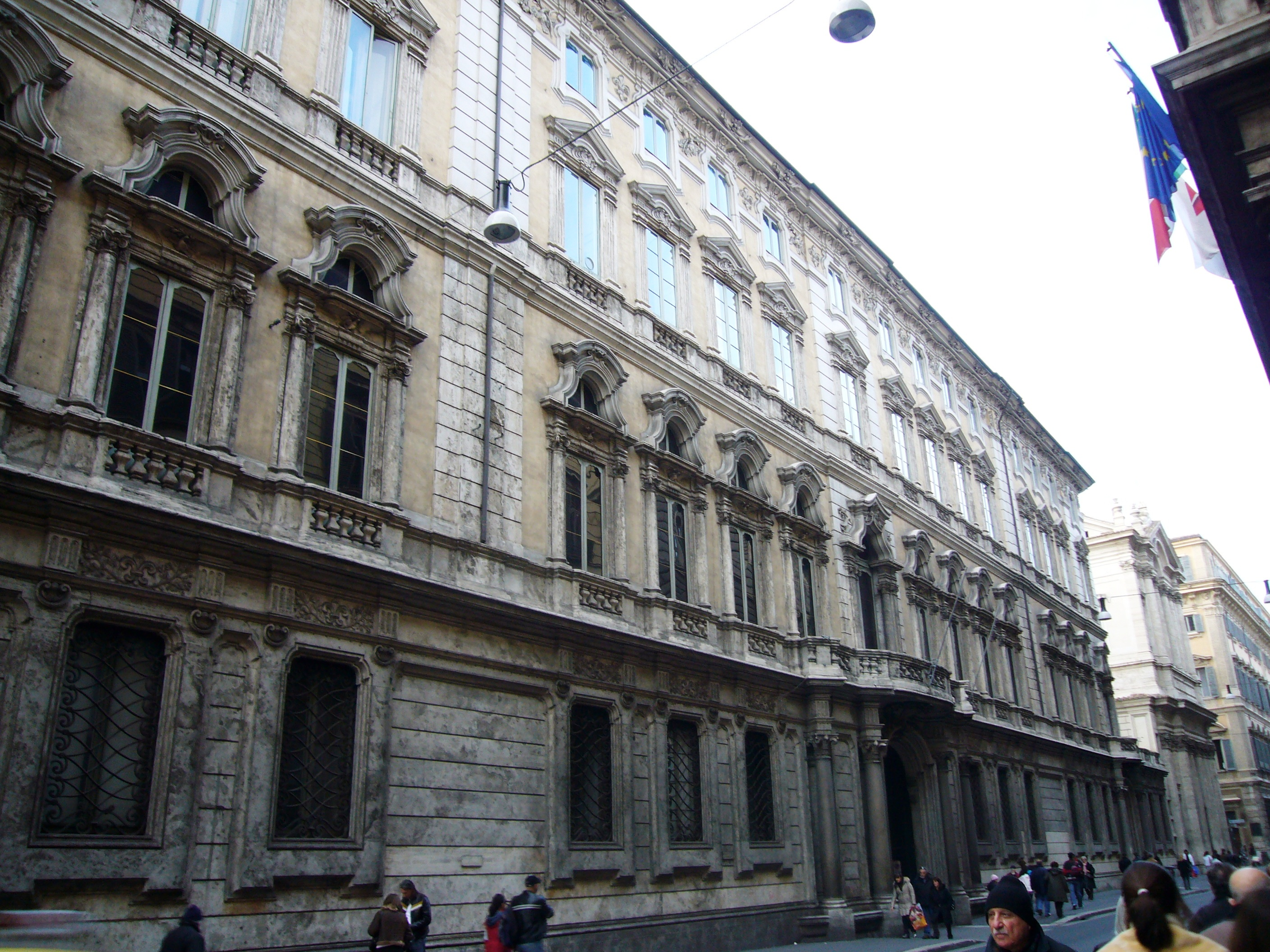
Fachada do palácio orientada para a Via del Corso. No fundo, a igreja de Santa Maria in Via Lata.

Entre as salas mais chamativas do palácio, destaca-se a Galeria dos Espelhos, de gosto barroco e que foi modelo a seguir por muitos palácios posteriores. O edifício conta com um pátio central quadrado, ao qual assoma a dita galeria. As restantes três galerias que o rodeiam estão igualmente decoradas e albergam numerosas pinturas penduradas a várias alturas. 
Noutra sala, antigamente usada como salão de baile, exibem-se instrumentos musicais. Outra sala, ainda, exibe um trono, pois o palácio chegou a albergar festas de categoria principesca. Durante o domínio napoleónico, o palácio foi utilizado para festas em honra dos franceses.
Uma grande sala de dupla altura alberga valiosas esculturas da época imperial romana e outra (a primeira que se visita) está consagrada às paisagens do século XVII, ao estilo de Poussin.
As salas visitáveis encontram-se no piso. Por uma porta lateral do piso baixo, acede-se a uma pequena cafetaria. Já no circuito do museu existe uma pequena loja com livros e outros objectos.

## Obras artísticas
A ampla colecção de pinturas, mobiliário e estátuas, que compreende trabalhos de Jacopo Tintoretto, Tiziano, Raffaello Sanzio, Correggio, Caravaggio, Guercino, Gian Lorenzo Bernini, Parmigianino, Gaspard Dughet, Jan Brueghel, o Velho, Velázquez e muitos outros artistas importantes, foi criada a partir do século XVI pelas famílias Doria, Pamphilj, Landi e Aldobrandini, que estão agora unidas, através de matrimónios e descendência, com o apelido simplificado de Doria Pamphilj depois de terem sido conhecidos por muito tempo como Doria Landi Pamphili.
Com o aumento da fortuna da família, o palácio expandiu-se quase continuamente e ainda é o maior de Roma (entre os privados), representando uma sede adequada para a colecção de obras de arte que hospeda. A maior parte da colecção está instalada numa série de salas de representação, onde está incluída a capela, projectada por Carlo Fontana, que também contém o corpo mumificado do santo da família. Todavia, o núcleo fundamental está exposto numa sucessão de quatro galerias, decoradas e afrescadas, que correm em torno do pátio. Um amplo conjunto de outras salas foi transformado em galerias expositivas permanentes, as quais contêm a maior parte de arte medieval e bizantina da colecção.
Entre as jóias artísticas mais valiosas do Palazzo Doria Pamphilj, sobressai o "Retrato de Inocêncio X", pintado por Velázquez, em 1649, para comemorar o ano santo de 1650. Esta obra-prima, que desde sempre pertenceu à família Pamphilj, foi encomendado pela cunhada do papa, Dona Olimpia Maidalchini, que era sua íntima confidente e conselheira e, segundo alguns, também sua amante. O quadro de Velázquez foi instalado, em 1927, numa pequena sala, anexa à Galeria dos Espelhos, dedicada inteiramente ao papa, junto com um busto do mesmo papa esculpido por Bernini. De forma excepcional, este retrato foi exibido no Museu do Prado em 1995.
Caravaggio conta neste palácio com uma excepcional representação, só comparavel à da Galleria Borghese: Sagrada Família com anjo músico e A Madalena chorosa.
Peças de destaque na colecção são: Retrato de Andrea Navagero e Agostino Beazzano, de Rafael, Vénus, Marte e Cupido, de Paris Bordone, Salomé com a cabeça de São João Baptista de Ticiano, Susana e os velhos, de Annibale Carracci, e Paisagem de Delfos, de Claude Lorrain. 
Há que destacar peças de autores não italianos, como Os hipócritas, de Quentin Metsys, Batalha naval, de Pieter Brueghel o velho, e A Piedade, de Hans Memling. A Anunciação, de Filippo Lippi, é outra rara excepção medieval numa colecção especializada na arte do Renascimento e do Barroco.